# محرک (دارو)
مُحَرّک‌ها یا انگیزنده‌ها (به انگلیسی:Stimulants) به صورت همگانی به ترکیبات شیمیایی سایکو اکتیو گفته می‌شود که باعث برانگیختن دستگاه عصبی مرکزی می‌شوند.
بسیاری از انگیزنده‌ها (محرک‌ها) دستگاه اعصاب محیطی را نیز برانگیخته می‌کنند.
از اثرات اصلی انگیزنده‌ها می‌توان به افزایش هشیاری، تمرکز، سرعت تفکر، اعتماد به نفس، سرخوشی و افزایش یا کاهش اشتها اشاره کرد.

## سازوکار
انگیزنده‌ها (محرک‌ها) دامنه گسترده‌ای از داروها را شامل می‌شود به همین دلیل سازوکار داروهای این دسته با یکدیگر متفاوت و گوناگون هستند.
بسیاری از انگیزنده‌ها (محرک‌ها) مهارگر بازجذب کاتکول‌آمین‌ها هستند(بوپروپیون، متیل فنیدیت، شیشه و کوکائین) برخی دیگر آگونیست گیرنده‌های آدرنژیک(افدرین) و شمار کمی از آن‌ها نیز به صورت غیرمستقیم بر مسیر سمپاتیک اثر می‌گذارند(کافئین و نیکوتین)، برخی از محرک‌ها باعث آزادسازی مخازن کاتکول‌آمینی بداخل سیناپس می‌شوند(شیشه و آمفتامین) و از این راه اثر تحریکی خود را بروز می‌دهند. هر چند بسیاری از داروهای انگیزنده (محرک) چندین سازوکار را با هم دارا هستند.
این داروها از راه افزایش فعالیت گیرنده‌های تحریکی و کاهش فعالیت گیرنده‌های مهاری سیستم عصبی مرکزی (مغز و نخاع) نقش خود را ایفا می‌کنند. تحریکات عصبی با فعال شدن دستگاه اعصاب سمپاتیک انجام می‌شود. مواد درون‌زاد محرک در مغز کاتکولآمین‌ها هستند که شامل ۳ میانجی عصبی(نوروترانسمیتر)به نام‌های اپی نفرین (آدرنالین)، نور اپی نفرین (نورآدرنالین) و دوپامین هستند.

## انواع انگیزنده
از نظر منشأ:
1. انگیزنده‌های طبیعی استخراج شده از گیاهان:نیکوتین، کافئین و کوکائین.
2. انگیزنده‌های شیمیایی:این مواد در آزمایشگاه یا صنعت سنتز می‌شوند مانند مت آمفتامین (شیشه)، اکستازی و(MDMA)و… و دسته دارویی مانند متیل فنیدیت (ریتالین)، دگزآمفتامین (دکسترو آمفتامین)، مدافینیل، افدرین تقسیم می‌شوند.

## کاربرد درمانی
برخی از محرک‌ها دارای خاصیت درمانی شناخته‌شده هستند که برای درمان یا کنترل بیماری‌های گوناگونی چون اختلال کم‌توجهی - بیش‌فعالی، چاقی مفرط و نارکولپسی به‌کارگرفته می‌شوند.